# 仁怀市
仁怀市位于贵州省西北部，赤水河中游，属遵义市下辖县级市，2013年7月1日至2019年6月30日曾作为贵州省直管县试点。总面积1788平方公里，人口约69万。市人民政府驻盐津街道办事处，邮编564500。贵州茅台酒产地位于本市赤水河畔的茅台镇。仁怀被誉为中国酒都。

## 沿革[2]
宋代大觀三年（1109年），瀘州一帶的少數民族首領羅永順、楊光榮、李世恭等各以地內附，宋王朝在這些地區建立滋州、純州、祥州等州。滋州領仁懷縣，承流縣二縣，州治在武都城（今鰼水縣土城鎮）。宣和三年（1121年），廢州為武都城，以仁懷為堡，承流縣併入仁懷堡。 南宋時期，仁懷堡歸夔州路播州管轄，
元代，元世祖至元二年（1265年）屬湖廣行中書省，至元十八年（1281年），改播州安撫司為宣慰司，至元二十八年（1291年），設播州軍民宣撫司，改屬四川行省。
明代，洪武五年（1372年），播州土司楊鏗歸附明朝，建播州宣撫司，改屬四川布政使。洪武十五年（1382年）正月置貴州都指揮司，播州宣撫司屬之。隆慶二年（1568年），還歸四川管轄，聽貴州節制調度。改播州宣撫司為播州。萬曆年間，平定播州宣慰使楊應龍叛亂後，改土歸流，設平越軍民府（隸貴州）和遵義軍民府（隸四川），遵義軍民府領一州四縣，即真安州和遵義縣、桐梓縣、綏陽縣、仁懷縣。真安州又領綏陽、仁懷二縣。
清代，康熙二十六年（1687年）改遵義軍民府為遵義府。原屬黔西州之茅壩地區劃歸遵義府通判管轄（清初為南明王朝所據）。雍正六年七月二十九日（1728年9月3日），遵義府由四川省劃歸貴州省管轄，府以下建置未變。雍正八年九月十四日（1730年10月25日）划出仁懷舊城留元壩歸貴州遵義府糧捕通判管轄，茅壩地區劃歸仁懷縣管轄。乾隆三年十一月初五日（1738年12月15日）又撥河西、土城、仁懷三里歸遵義府糧捕通判管轄（乾隆四十一年建仁懷直隸廳，光緒三十四年改名赤水廳）。乾隆二十年（1755年）在所屬的溫水設經歷，分管所屬部份地區，道光二十年（1838年），改設溫水經政廳。
民國二年（1913年）廢府、州、廳置縣，仁懷屬黔中道。民國三年（1914年）於溫水擴置仁懷縣的分縣一一溫水理民財政廳。民國四年（1915年）從仁懷縣撥出赤水、丁山、小溪、吼灘四里建鰼水縣。另撥遵義之大溪里（今大壩區）歸仁懷縣管轄。民國九年（1920年）廢除黔中道，仁懷縣直隸於省。
民國24年（1935年）貴州省政府劃定全省為11個督察區，仁懷屬第五區。
1949年11月27日，解放軍進入仁懷縣，劃定全省為8個專區，仁懷屬遵義專區。
1996年11月30日，改置仁懷市。
2013年7月1日，根据2013年4月27日贵州省政府办公厅下发的《关于推进省直接管理县（市）体制改革试点工作的实施意见》，正式成为省直管县试点。

## 行政区划
仁怀市下辖5个街道办事处、14个镇、1个民族乡：
盐津街道、中枢街道、苍龙街道、坛厂街道、鲁班街道、长岗镇、五马镇、茅坝镇、九仓镇、喜头镇、大坝镇、三合镇、合马镇、火石镇、学孔镇、龙井镇、美酒河镇、高大坪镇、茅台镇和后山苗族布依族乡。

## 经济
- 酱香型白酒的酿造是仁怀市的支柱产业，对财政的贡献占全市财政总收入的70％。
- 2014年地区生产总值441.97亿元，地方财政收入171.54亿元，城镇居民人均可支配收入实现24305元，农村居民可支配收入8556元，2014年成功入选中国中小城市综合实力和最具投资潜力中小城市“双百强”县市。

## 特产
- 贵州茅台
- 合马羊肉

## 旅游
- 茅台风景名胜区
- 中国酒文化城4A
- 四渡赤水纪念园
- 国酒门景区
- 神采八卦园
- 妙音寺